# Gambusia senilis
Gambusia senilis là một loài cá thuộc họ Poeciliidae. Nó được tìm thấy ở México và Hoa Kỳ.